# Aigul (cratère)
Aigul est un cratère de la planète Vénus ayant un diamètre de 6 kilomètres. Sa latitude est de 4,3° et sa longitude est de 280,4°.  L'origine de son nom est un prénom usuel féminin kalmouk ,.